# Cantó de Sellières
El cantó de Sellières és un cantó francès del departament del Jura, situat al districte de Lons-le-Saunier. Té 13 municipis i el cap és Sellières.

## Municipis
- Bréry
- La Charme
- Darbonnay
- Lombard
- Mantry
- Monay
- Passenans
- Saint-Lamain
- Saint-Lothain
- Sellières
- Toulouse-le-Château
- Vers-sous-Sellières
- Villerserine

## Història
| Data d'elecció                           | Identitat       | Partit                           | Qualitat |
| ---------------------------------------- | --------------- | -------------------------------- | -------- |
| 1945-1949                                | M. Durand       | SFIO, després divers gauche      |          |
| 1949-1961                                | M. Trésy        | CNIP                             |          |
| 1961-1979                                | M. Ciabrini     | MRP, després CD, després UDF-CDS |          |
| 1979-1992                                | Alain Brune     | PS                               |          |
| 1992-                                    | Robert Tournier | PS                               |          |
| les dades anteriors no són pas conegudes |                 |                                  |          |
|                                          |                 |                                  |          |